# Eita
Eita (瑛太 sinh ngày 13 tháng 12 năm 1982) là diễn viên Nhật Bản đến từ Tokyo. Tên khai sinh của anh là Eita Nagayama (永山 瑛太 Vĩnh Sơn Anh Thái). Anh là diễn viên nổi tiếng và xuất trên rất nhiều các bộ phim truyền hình cũng như phim điện ảnh; sê-ri phim truyền hình nổi tiếng nhất anh tham gia là Water Boys và Last Friends. Ngoài ra anh còn xuất hiện trong một số phim điện ảnh như Summer Time Machine Blues và Tokyo Friends: The Movie.

## Sự nghiệp
Năm 2009, Eita được chọn làm diễn viên cho vở kịch đầu tiên của anh, trong đó anh vào vai một chàng trai có một tình yêu lãng mạn với một nữ hồn ma. Không lâu sau đó vào tháng 8/2009, tin chính thức thông báo anh được chọn cho vai chính trong vở kịch Tokyo Gekko Makyoku, anh vào vai một nhân vật bí ẩn Shōwa era. Đó là lần đầu tiên anh đóng vai chính trong một vở kịch.

## Cuộc sống riêng tư
Ngày 1 tháng 6/2010, Eita cưới ca sĩ Kaela Kimura, người trước đó đã có thai năm tháng và hai người cũng đã đính hôm vào mùa hè năm 2009. Eita và Kimura cũng thông báo rằng họ đã làm đơn đăng ký kết hôn chính thức vài ngày 1 thagns 9/2010.

## Sự nghiệp

### Phim điện ảnh
- Aoi Haru (2002)
- 9 Souls (2003)
- Azumi (2003)
- Omohi no Tama~Nenju (2003)
- Believer (2004)
- Densha Otoko (2005)
- Summer Time Machine Blues (2005)
- Hanging Garden (2005)
- Su-ki-da (2005)
- Memories of Matsuko (2006)
- Tokyo Friends: The Movie (2006)
- Dororo (2007)
- Tonari-machi Sensō (2007)
- Ahiru to Kamo no Coin Locker (2007)
- Giniro no Season (2007)
- Yomei Ikkagetsu no Hanayome (2009)
- Gama no Abura (2009)
- Dear Doctor (2009)
- Nakumonka (2009)
- Nodame Cantabile: The Movie I (2009)
- Nodame Cantabile: The Movie II (2010)
- Tada's Do-It-All House (2011)
- Someday (2011)

### Phim truyền hình
- Sayonara, Ozu-sensei vai Tsuyoshi Mikami (2001)
- Lunch no Joō vai Noboru Sakai (2002)
- Remote vai Keisuke Sawamura (2002)
- Shiritsu Tantei Hamamaiku vai Chihiro Kurusu (2002)
- Itsumo Futari de vai Kohei Morinaga (2003)
- Kimi wa Petto vai Junpei Horibe (2003)
- Otoko-yu (2003)
- Water Boys vai Masatoshi Tanaka (2003)
- Otoko-yu 2 vai Eiichi Koike (2003)
- Hatsukoi.com vai Kohei Mizuchima (2004)
- Hatachi ~1983-nen ni Umarete~ vai Daisuke Nakashima (2004)
- Orange Days vai Keita Yashima (2004)
- Medaka vai Taku Sakuragi (2005)
- Minna Mukashi wa Kodomo Datta vai Masaki Sagami (2005)
- Water Boys 2005 Natsu vai Masatoshi Tanaka (2005)
- Tokyo Friends vai Ryūji Shintani (2005)
- Unfair vai Kazuyuki Ando (2006)
- Suppli vai Satoshi Ogiwara (2006)
- Nodame Cantabile vai Ryutaro Mine (2006)
- Atsuhime vai Naogoro/Komatsu Tatewaki (2008)
- Rosu Taimu Raifu (2008)
- Last Friends vai Takeru Mizushima (2008)
- Tokyo Daikushu (2008)
- Voice vai Kaji Daiki(2009)
- Sunao ni Narenakute vai Keisuke Nakajima (2010)[6]
- Soredemo, Ikite Yuku (2011)
- Lucky Seven vai Nitta Teru (2012)

## Giải thưởng
| Năm  | Tổ chức                         | Giải thưởng                     | Phim tham gia | Kết quả   |
| ---- | ------------------------------- | ------------------------------- | ------------- | --------- |
| 2009 | 2009 Elan d'or Awards           | Gương mặt triển vọng            |               | Đoạt giải |
| 2009 | 5th Annual TV Navi Drama Awards | Diễn viên nam phụ xuất sắc nhất | Last Friends  | Đoạt giải |
| 2009 | 17th Hashida Awards             | Gương mặt triển vọng            |               | Đoạt giải |
| 2009 | 34th Hochi Film Awards          | Diễn viên phụ xuất sắc nhất     | Dear Doctor   | Đoạt giải |
| 2010 | 52nd Blue Ribbon Awards         | Diễn viên phụ xuất sắc nhất     | Dear Doctor   | Đoạt giải |

## Linh xem thêm
- Eita trên IMDb